# Meteugoa venochrea
Meteugoa venochrea är en fjärilsart som beskrevs av Van Eecke 1920. Meteugoa venochrea ingår i släktet Meteugoa och familjen björnspinnare. Inga underarter finns listade i Catalogue of Life.